# Gaurenopsis conspicua
Gaurenopsis conspicua là một loài bướm đêm trong họ Noctuidae.